# Ranown Pictures
Scott-Brown Productions, renommée Ranown Pictures en 1959, est une société de production indépendante fondée par Randolph Scott et Harry Joe Brown. Ils ont produit ensemble plusieurs films dans les années 1950. Les cinq derniers, réalisés par Budd Boetticher, font partie de ce qui est aujourd'hui appelé le cycle Ranown.

## Filmographie
Entre 1949 et 1960, les deux associés produisent en tout quatorze westerns mettant Scott en vedette. Ils sont tous distribués par Columbia Pictures.
| Sortie | Titre                          | Titre original          | Réalisateur       | Crédits de production au générique | Crédits de production au générique | Crédits de production au générique |
| Sortie | Titre                          | Titre original          | Réalisateur       | Harry Joe Brown                    | Randolph Scott                     | Société                            |
| ------ | ------------------------------ | ----------------------- | ----------------- | ---------------------------------- | ---------------------------------- | ---------------------------------- |
| 1949   | Les Aventuriers du désert      | The Walking Hills       | John Sturges      | Producteur                         | non crédité                        | -                                  |
| 1949   | Face au châtiment              | The Doolins of Oklahoma | Gordon Douglas    | Producteur                         | non crédité                        | A Producers Actors Production      |
| 1950   | L'Homme du Nevada              | The Nevadan             | Gordon Douglas    | Producteur                         | non crédité                        | A Scott-Brown Production           |
| 1951   | Le Cavalier de la mort         | Man in the Saddle       | André de Toth     | Producteur                         | Producteur associé                 | ?                                  |
| 1952   | Le Relais de l'or maudit       | Hangman's Knot          | Roy Huggins       | Producteur                         | Producteur associé                 | A Scott-Brown Production           |
| 1953   | Les Massacreurs du Kansas      | The Stranger Wore a Gun | André de Toth     | Producteur                         | Producteur associé                 | ?                                  |
| 1955   | Dix hommes à abattre           | Ten Wanted Men          | Bruce Humberstone | Producteur                         | Producteur associé                 | A Scott-Brown Production           |
| 1955   | Ville sans loi                 | A Lawless Street        | Joseph H. Lewis   | Producteur                         | Producteur associé                 | A Scott-Brown Production           |
| 1956   | La Mission du capitaine Benson | 7th Cavalry             | Joseph H. Lewis   | Producteur                         | Producteur associé                 | A Scott-Brown Production           |
| 1957   | L'Homme de l'Arizona           | The Tall T              | Budd Boetticher   | Producteur                         | Producteur associé                 | A Scott-Brown production           |
| 1957   | Le vengeur agit au crépuscule  | Decision at Sundown     | Budd Boetticher   | Producteur                         | Producteur associé                 | A Scott-Brown Production           |
| 1958   | L'Aventurier du Texas          | Buchanan Rides Alone    | Budd Boetticher   | Producteur                         | Producteur associé                 | A Scott-Brown Production           |
| 1959   | La Chevauchée de la vengeance  | Ride Lonesome           | Budd Boetticher   | Producteur délégué                 | non crédité                        | A Ranown Production                |
| 1960   | Comanche Station               | Comanche Station        | Budd Boetticher   | Producteur délégué                 | non crédité                        | A Ranown Production                |

- Film du cycle Ranown